# Lü Lin
Dans ce nom chinois, le nom de famille, Lü, précède le nom personnel Lin.
Lü Lin 吕林 , né le 6 avril 1969 à Wenling, Zhejiang, est un pongiste chinois.
Il a été champion du monde en double messieurs à deux reprises en 1993 et 1995, associé à son compatriote Wang Tao. Il a remporté la médaille d'or avec ce même partenaire lors des Jeux olympiques d'été de 1992, et la médaille d'argent en 1996.